# Oscar Strático
Oscar Salvador Nicolás Strático (19 de enero de 1956) es un deportista argentino que compitió en judo.
Ganó una medalla de bronce en los Juegos Panamericanos de 1975 en la categoría de –70 kg. Participó en los Juegos Olímpicos de Montreal 1976, donde finalizó decimotercero en la categoría de –70 kg.

## Palmarés internacional
| Juegos Panamericanos | Juegos Panamericanos      | Juegos Panamericanos | Juegos Panamericanos |
| Año                  | Lugar                     | Medalla              | Categoría            |
| -------------------- | ------------------------- | -------------------- | -------------------- |
| 1975                 | Ciudad de México (México) | Medalla de bronce    | –70 kg               |